# 张氏 (董景起妻)
张氏，北魏陈留（今安徽省亳州市）人，董景起之妻。
董景起早亡，张氏时年十六岁，哀痛夫君年少丧命，哀伤过礼。容貌憔悴，永不沐浴，食用蔬菜吃长斋。又没有子女，独守贞操，等待死后与夫君合葬，乡里高度评价她，最终被朝廷表彰。